# Genelle Williams
Genelle Williams (ur. 18 lutego 1984 w Toronto) – kanadyjska aktorka. Występowała w telewizyjnym hicie dla nastolatków Radiostacja Roscoe (Radio Free Roscoe). W serialu grała prezenterkę radia Cougar, Kim Carlisle.
Zakochała się ona w Robbie'm, który był prezenterem konkurencyjnego radia (Roscoe).
Grała również w serialu Degrassi: Nowe pokolenie (Degrassi: The Next Generation).